# Vladimir Grbić
Vladimir Grbić (ur. 14 grudnia 1970 w Zrenjaninie) – serbski siatkarz, reprezentant Jugosławii, Serbii i Czarnogóry. Mistrz olimpijski z Sydney z 2000 roku. Mistrz Europy z 2001 roku. Jeden z najlepszych siatkarzy świata przełomu XX i XXI wieku.
Jego ojciec Miloš (ur. 1943) w reprezentacji Jugosławii rozegrał 193 meczów. Był aktywnym siatkarzem w latach 1960-1982. Zdobył brązowy medal na Mistrzostwach Europy 1975 w Belgradzie. Po zakończeniu kariery przez długi czas był trenerem młodzieżowego klubu z Kleku, gdzie był także nauczycielem, a następnie dyrektorem. Został zasłużonym sportowcem Jugosławii. Jest laureatem Orderu Zasługi dla Ludu ze Srebrnym Wiankiem w 1975 roku.

## Życiorys
Jest bratem innego sławnego serbskiego siatkarza, Nikoli Grbicia, który wraz z reprezentacją Serbii i Czarnogóry uczestniczył w Mistrzostwach Świata 2006 rozgrywanych w Japonii, gdzie Serbia i Czarnogóra zajęła 4. miejsce, w meczu o brązowy medal przegrywając z reprezentacją Bułgarii.
W 2000 roku został wybrany chorążym reprezentacji Jugosławii na Igrzyskach Olimpijskich w Sydney.
Po zakończeniu kariery siatkarskiej skoncentrował się na pracy z dziećmi i na nauce. Zrobił doktorat z wychowania fizycznego.
Obecnie jeden z czterech wiceprezesów (potpredsednik) Serbskiego Związku Piłki Siatkowej (OSSRB – Odbojkaški Savez Srbije) i członek komisji w FIVB do rozwoju światowej siatkówki (FIVB Development Commission).
Dnia 27.10.2011 roku został wprowadzony do Volleyball Hall of Fame wraz z takimi siatkarskimi sławami jak: Lorenzo Bernardi, Magaly Carvajal, Hugo Conte, Rita Crockett, Frantistek Stibitz.

## Przebieg kariery
| Lata      | Kluby                      |
| --------- | -------------------------- |
| 1986–1988 | Gik Banat Zrenjanin        |
| 1988–1989 | OK Vojvodina Nowy Sad      |
| 1989–1991 | HAOK Mladost Zagrzeb       |
| 1991–1992 | OK Vojvodina Nowy Sad      |
| 1992–1995 | Ignis Padwa                |
| 1995–1997 | Alpitour Traco Cuneo       |
| 1997–1998 | Esporte Clube União Suzano |
| 1998–2001 | Piaggio Roma               |
| 2001–2002 | Osaka Blazers Sakai        |
| 2002–2003 | PAOK Saloniki              |
| 2003–2004 | Dinamo Moskwa              |
| 2004–2007 | Maggiora Latina            |
| 2007–2009 | Fenerbahçe Stambuł         |

## Sukcesy klubowe
Puchar Serbii i Czarnogóry:
- 1992

Liga serbsko-czarnogórska:
- 1992

Puchar CEV:
- 1994, 1996, 2000
- 1993

Superpuchar Europy:
- 1995, 1996

Puchar Włoch:
- 1996

Liga włoska:
- 2000
- 1996

Superpuchar Włoch:
- 1996

Puchar Europy Zdobywców Pucharów:
- 1997

Liga brazylijska:
- 1998

Liga Mistrzów:
- 2001

Liga japońska:
- 2002

Liga rosyjska:
- 2004

Puchar Turcji:
- 2008

Liga turecka:
- 2008
- 2009

## Sukcesy reprezentacyjne
z reprezentacją Jugosławii
Mistrzostwa Europy:
- 2001
- 1997
- 1995, 1999

Igrzyska Olimpijskie:
- 2000
- 1996

Mistrzostwa Świata:
- 1998

Puchar Wielkich Mistrzów:
- 2001

Liga Światowa:
- 2002

z reprezentacją Serbii i Czarnogóry
Puchar Świata:
- 2003

Liga Światowa:
- 2003
- 2004